# Nakhon Si Thammarat
Nakhon Si Thammarat  (tailandês: นครศรีธรรมราช ) é uma cidade no sul da Tailândia, capital da   província de Nakhon Si Thammarat. Situa-se a 610 km (380 milhas) ao sul de Bangkok, na costa leste da península malaia. A cidade foi o centro administrativo do sul da Tailândia durante a maior parte de sua história. Originalmente uma cidade costeira, mas o assoreamento moveu ela longe da costa. A  parte moderna, em torno da estação ferroviária, está localizada ao norte da cidade velha. 
Em  2005, a cidade tinha uma população de 105.417 habitantes.

## História
A cidade de Nakhon Si Thammarat é uma das mais antigas cidades do sul da Tailândia. Suas origens não são totalmente conhecidos. Ela contém muitos edifícios e ruínas de significado histórico. Com a queda da capital siameses de Ayutthaya em 1767 recuperou a independência, mas retornou à sua fidelidade ao reino Siames com a fundação de Banguecoque. No século XVII comerciantes britânicos, portuguêses e Holandêses montaram fábricas na cidade e realizavam  um comércio intenso com o restante do reino.